# Casio FX 92 Collège
La Casio FX-92 Collège constitue une série de calculatrices commercialisées par Casio depuis le début des années 1990. Au fil de ses versions successives, la FX-92 a été dotée de nouvelles fonctionnalités, par exemple l'écran à deux lignes, apparu à la fin des années 1990.
Le modèle actuel est de couleur verte, son écran est composé de deux lignes :
- la ligne supérieure permet d'afficher les calculs entrés dans la limite de 60 caractères en écriture naturelle (caractères alphanumérique et symboles mathématiques).
- la ligne inférieure montre les résultats sur 10 chiffres auxquels s'ajoute 2 chiffres pour l'exposant (10⁹⁹) en notation scientifique.

Il existe une deuxième version appelée Casio FX-92 Collège B qui apporte de nouvelles fonctionnalités.
Il existe également la Casio FX 92 Collège 2D et 2D +. Cette dernière apporte un nouveau design ainsi que de nouvelles fonctionnalités. 
Dimensions (H x l x L) : 16,9 × 85 × 157 mm

Masse : 100 g (pile incluse)

Alimentation : 1 pile AAA dans les récentes (anciennement LR44)
La Casio FX-92 Collège 2D reprend son fonctionnement en améliorant la ligne de saisie supérieure de l'écran pour permettre un affichage en 2 dimensions (et non plus linéaire).
La dernière version est le FX-92+ Collège, sortie en 2018 . Elle comprend
- une tortue Logo (langage) permettant de programmer comme en Scratch (première calculatrice graphique à permettre cela)
- un affichage des variables A à F, M (mémoire programme), x et y (coordonnées de la tortue)
- la possibilité de consulter un tutoriel sur une des fonctionnalités, par génération d'un QR code sur l'écran de la calculatrice, pointant vers le site web de Casio.

## Fonctionnalités
- Division Euclidienne avec reste
- Calcul des fractions (numérateur et dénominateur sur 3 chiffres maximum)
- Historique des calculs effectués (Fonction Replay depuis la version B)
- Résolution de systèmes d'équation simples (depuis la version B)
- Écriture naturelle de gauche à droite lors de la saisie
- 130 fonctions scientifiques
- Statistiques (à une variable)
- Calcul sexagésimal (heure, minutes, secondes)
- Degré/radian/grade
- Conversion coordonnées cartésienne et polaires
- 9 mémoires indépendantes